# Parafia św. Jana Chrzciciela w Nadmie
Parafia św. Jana Chrzciciela w Nadmie – parafia rzymskokatolicka należąca do dekanatu kobyłkowskiego, diecezji warszawsko-praskiej, metropolii warszawskiej Kościoła katolickiego. W parafii posługują księża diecezjalni.
Parafia została erygowana 1 października 2004 roku przez bpa Kazimierza Romaniuka.